# Coney Island Light
Coney Island Light, auch als Nortons Point Light bekannt, ist ein Leuchtturm an der Lower New York Bay auf Coney Island, Brooklyn, in New York City. Der Turm hat die United States Coast Guard Nummer 1-34910.

## Standort

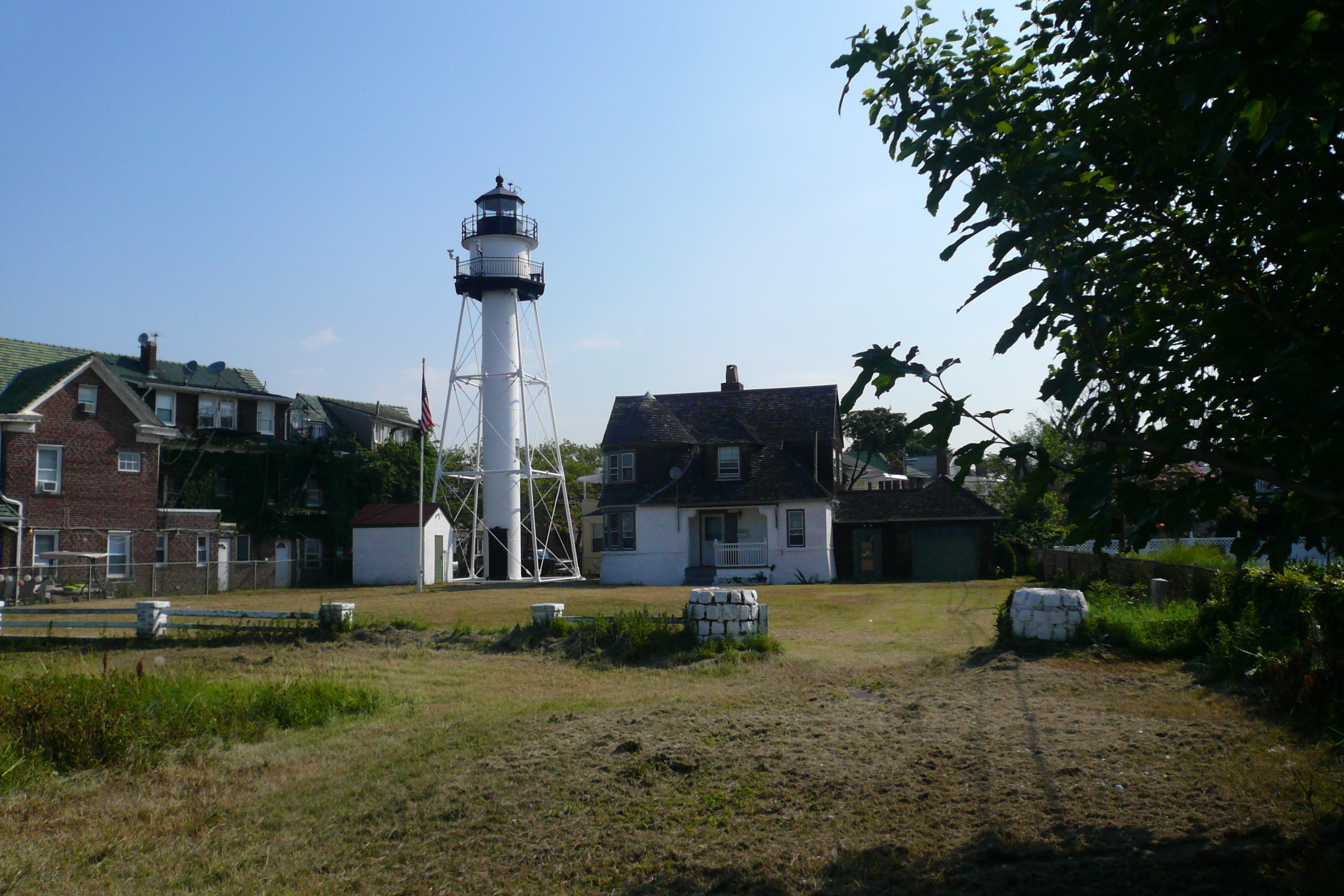
Der Turm von der Landseite

Der Turm steht am westlichen Ende der Insel Coney Island am Nortons Point, im Wohnviertel Sea Gate, östlich der Einfahrt in den New Yorker Hafen, vor dem Kanal The Narrows. Er markiert die Untiefe Gravesend Bay und den Eingang in die Upper New York Bay.

## Geschichte
Im Jahr 1889 wurden 25.000 US-Dollar vom Kongress der Vereinigten Staaten bereitgestellt, um einen Leuchtturm auf Coney Island zu errichten. Der Turm sollte die Schiffe, die nach Coney Island wollten, um Sea Gate herum leiten. Weiterhin wurde er benötigt, um die Müllschuten zu den Verklappungsstellen in der Nähe zu leiten.
Der Turm wurde im Jahr 1890 erbaut und nahm am 1. August 1890 seinen Betrieb auf. Der erste Leuchtturmwärter war Thomas Higgenbotham. Im Jahr 1989 wurde der Turm automatisiert, dabei wurde auch die originale Fresnel-Linse ersetzt. Sie ist heute im Hauptgebäude der US Coast Guard in Washington, D.C. ausgestellt. Während der ersten sechs Betriebsjahre befand sich ein sechs Meter hoher quadratischer hölzerner Turm als Richtfeuer vor dem heutigen Turm, dieser Turm wurde aber wieder abgebaut. Weiterhin gehörte zum Turm früher noch ein Glockenhaus in dem sich die Nebelglocke befand. Das Haus fiel im Jahr 1918 ins Wasser, da sich die Strömung durch Baggerarbeiten im Ambrose Channel verändert hatte und Land am Nortons Point abgetragen wurde. Das Glockenhaus wurde durch einen Turm ersetzt und die Böschung durch Steine befestigt.
Der bekannteste Leuchtturmwärter auf Coney Island Light war Frank Schubert (1915–2003). Schubert arbeitete seit 1939 bei der United States Coast Guard und übernahm den Turm im Jahr 1960. Davor war er auf Old Orchard Shoal Light stationiert. Er war der letzte zivile Leuchtturmwärter in den Vereinigten Staaten. Bei seiner Arbeit konnte er 15 Schiffbrüchigen das Leben retten, dafür wurde er vom Präsidenten George H. W. Bush ins Weiße Haus eingeladen und geehrt.

## Aufbau

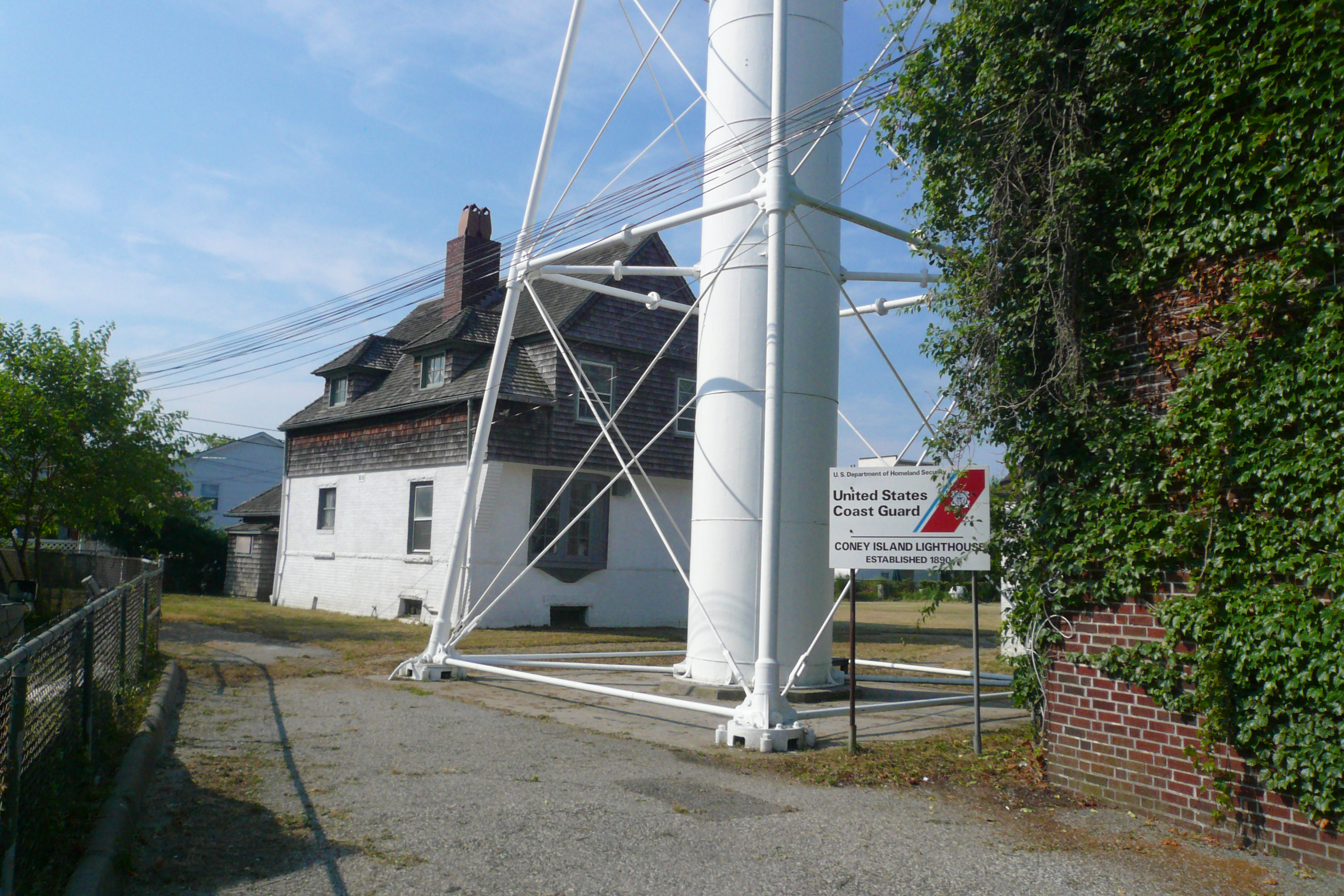
Einfahrt und Wohnhaus des Turmwärters

Bei dem Turm handelt es sich um eine Stahlkonstruktion mit einem runden schlanken Pfeiler in der Mitte, der durch vier Stützen, die bis zum unteren Balkon reichen stabilisiert wird. Das Turmhaus ist ebenfalls aus Stahl. Der Turm ist bis zum oberen Balkon weiß, der Balkon selbst ist schwarz, ebenso wie die Laterne. Die Pläne für den Turm stammen von Major D.P. Heap vom United States Lighthouse Service, der noch einige andere Leuchttürme, wie zum Beispiel den Throgs Neck Light Turm im selben Stil erbaute. Bei der Optik handelt es sich um eine Fresnel-Linse, die Lampe wurde mit Petroleum betrieben.